# Listă de partide politice din Angola

## Partide mari
- Partidul Liberal Democratic (Angola) (Partido Liberal Democrático, PLD)
- Frontul Național de Eliberare a Angolei (Frente Nacional de Libertação de Angola, FNLA)
- Uniunea Națională pentru Independența Totală a Angolei (União Nacional para a Independência Total de Angola, UNITA)
- Mișcarea Populară pentru Eliberarea Angolei (Movimento Popular de Libertação de Angola, MPLA)

## Partide mai mici
- Forul Democratic Angolan (Fórum Democrático Angolano, FDA)
- Partidul Național Democrat Angolan (Partido Nacional Democrático Angolano, PNDA)
- Alianța Democratică a Angolei (Aliança Democrática de Angola, ADA)
- Partidul Progresului Democratic/Partidul Alianței Naționale Angolane (Partido Democrático para Progreso/Aliança Nacional Angolano, PDP-ANA)
- Partidul Reînnoirii Democratice (Partido Renovador Democrático, PRD)
- Partidul Alianței Tineretului, Muncitorilor și Țăranilor din Angola (Partido da Aliança da Juventude, Operários e Camponeses de Angola, PAJOCA)
- Social Democrat Party (Partido Social-Democrata, PSD)

## Partide care nu mai există
- Partidul Comunist din Angola
- Angolan League
- Comitetul Comunist din Cabinda
- Organizația Comunistă din Angola
- Frontul Democratic pentru Eliberarea Angolei
- Mișcarea pentru Independența Națională a Angolei
- Organizația Comuniștilor din Angola (Organização dos Comunistas de Angola, OCA)
- Partidul pentru Lupta Unită pentru Africanii din Angola